# Sapho ou la Fureur d'aimer
Pour plus de détails, voir Fiche technique et Distribution.
Sapho ou la Fureur d'aimer est un film franco-italien réalisé par Georges Farrel et sorti en 1971.

## Synopsis
Françoise Legrand, plus connue sous le nom de « Sapho », séduisante jeune femme de la bourgeoisie parisienne, papillonne d’homme en homme avec l’assentiment de Maurice Duran-Vior, son riche protecteur, un financier réputé. Lors d’une réunion mondaine, elle rencontre Lionel de Lancey, plus jeune qu’elle, diplomate tout frais émoulu, et, comme d’habitude, elle passe la nuit avec lui. Mais, pour la première fois, Sapho s’éprend profondément de Lionel et leur aventure se transforme en liaison passionnée. Cependant, des épreuves viennent troubler les amants : le père de Lionel demande à celui-ci d’épouser la fille d'un industriel dans un but financier. Sapho, écartelée entre le feu de sa passion et le bonheur de son amant, décide finalement, la mort dans l’âme, de mettre un terme à leur liaison pour ne pas entraver la carrière de Lionel.

## Fiche technique
- Titre : Sapho ou la Fureur d'aimer
- Titre original : Sapho ou la Fureur d'aimer
- Titre italien : Saffo
- Réalisation : Georges Farrel, assisté de Claude Vital
- Scénario : Georges Farrel d’après le roman d’Alphonse Daudet, Sapho : mœurs parisiennes (1884)
- Dialogues : Georges Farrel
- Musique : Georges Garvarentz
- Chanson : paroles de Charles Aznavour et musique de Georges Garvarentz, interprétation de Seda Aznavour et de David Alexandre Winter
- Direction de la photographie : Jacques Robin
- Son : Jacques Gallois
- Décors : Jean d'Eaubonne
- Montage : Victoria Mercanton
- Pays de production :  France,  Italie
- Langue de tournage : français
- Tournage : Studios de la Victorine (Nice, France)
- Sociétés de production : Cosefa Films (France), Méditerranée Cinéma Productions (France), Variety Films Production (Italie), Flora Films (Italie)
- Société de distribution : Compagnie Française de Distribution Cinématographique (CFDC)
- Format : couleur par Eastmancolor — son monophonique — 35 mm
- Genre : drame, remake
- Durée : 95 min
- Dates de sortie : 
  - France : 24 mars 1971
  - Italie : 26 mai 1972

## Distribution
- Marina Vlady : Françoise Legrand dite « Sapho »
- Renaud Verley : Lionel de Lancey
- José Luis de Vilallonga : Maurice Duran-Vior
- Dawn Addams : Marianne
- Jacques Monod : Monsieur de Lancey
- Jacques Castelot : oncle Édouard
- Gabriele Tinti : Aldo
- Louis Arbessier : Monsieur Monestier
- Ave Ninchi : La gouvernante
- Lorraine Rainer

## Autour du film
- Remake de l’adaptation de l’œuvre d’Alphonse Daudet après L'Inspiratrice (Inspiration) de Clarence Brown avec Greta Garbo en 1931 et Sapho de Léonce Perret avec Mary Marquet en 1934. Une autre version, réalisée par Serge Moati et avec Mireille Darc dans le rôle titre, est diffusée à la télévision en 1997.